# Aussonnelle
Die Aussonnelle ist ein Fluss in Frankreich, der im Département Haute-Garonne in der Region Okzitanien verläuft. Sie entspringt im Gemeindegebiet von Saint-Thomas, nahe der Grenze zur benachbarten Gemeinde Empeaux,  entwässert generell in nordöstlicher Richtung und mündet nach rund 42 Kilometern an der Gemeindegrenze von Seilh und Gagnac-sur-Garonne als linker Nebenfluss in die Garonne.

## Orte am Fluss
(Reihenfolge in Fließrichtung)
- Bonrepos-sur-Aussonnelle
- Fontenilles
- La Salvetat-Saint-Gilles
- Pibrac
- Colomiers
- Cornebarrieu
- Aussonne
- Seilh